# Rzucewo
Rzucewo (kašubsky Rzucewò, německy Rutzau) je kašubská, původně rybářská vesnice na pobřeží Pucké zátoky Baltského moře. Nachází se ve gmině Puck v okrese Puck v Pomořském vojvodství v severním Polsku.

## Historie
První písemná zmínka o místu pochází z 15. století, avšak archeologicky je doložené pravěké osídlení s výrobou jantarových šperků (tzv. Rzucewska kultura se šňůrovou keramikou).

## Turistické zajímavosti
- Hrad Rzucewo, polsky nazývaný Zamek w Rzucewie nebo Zamek Jan III Sobieski, bylo neogotické sídlo rodiny von Belowów z roku 1840, které je dnes luxusním hotelem.[2][3]

- Dvanáct apoštolů (Dwunastu Apostołów) je přírodní památka seskupení 12 bludných balvanů.[2][4]

- Lipová alej (Aleja lipowa, Aleją Sobieskiego) ze 17. století, kterou podle tradice vysadil polský král Jan III Sobieski.[2][5]
- Osada lovců tuleňů (Osada Łowców Fok) je archeologický skanzen.[6]
- V Rzucewu se nacházejí také písčité pláže s molem a cenné lesy Nadmořského krajinného parku (Nadmorski Park Krajobrazowy).[2][7]
- Klif Rzucewski je malý hlinitopísčitý pobřežní útes.[8]
- Vyhlídková plošina Rzucewo (Platforma Widokowa)[9]

## Galerie

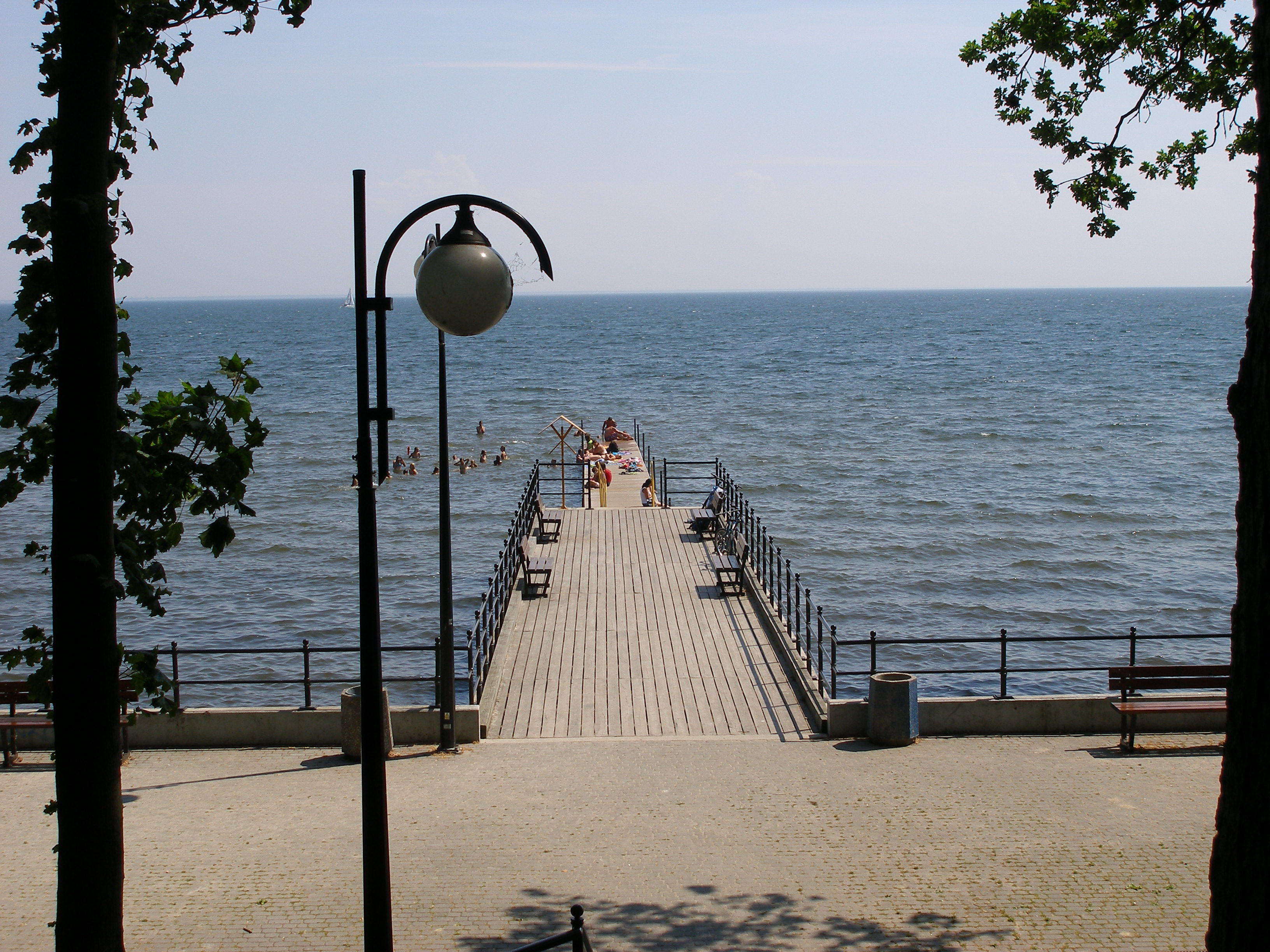
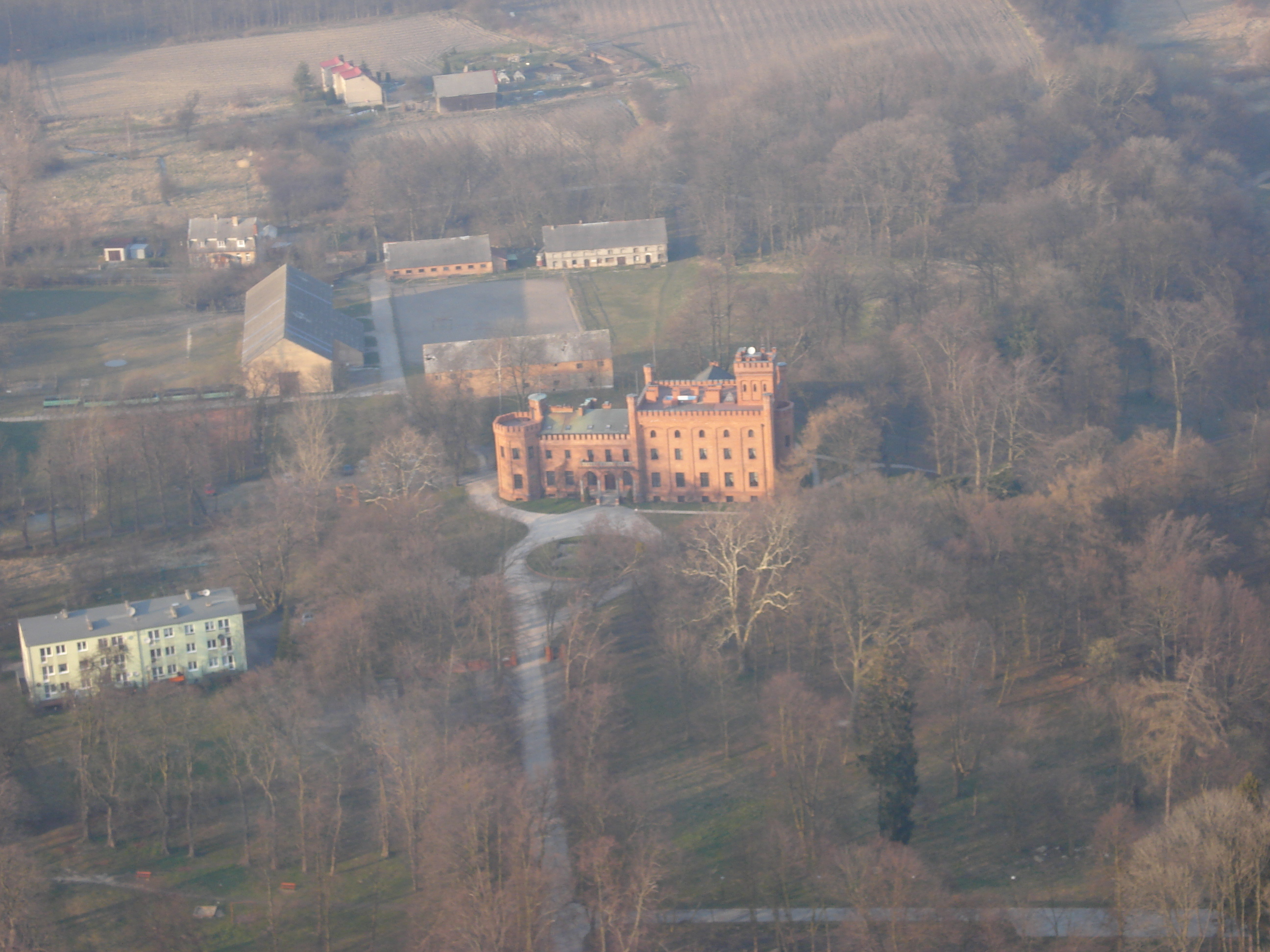
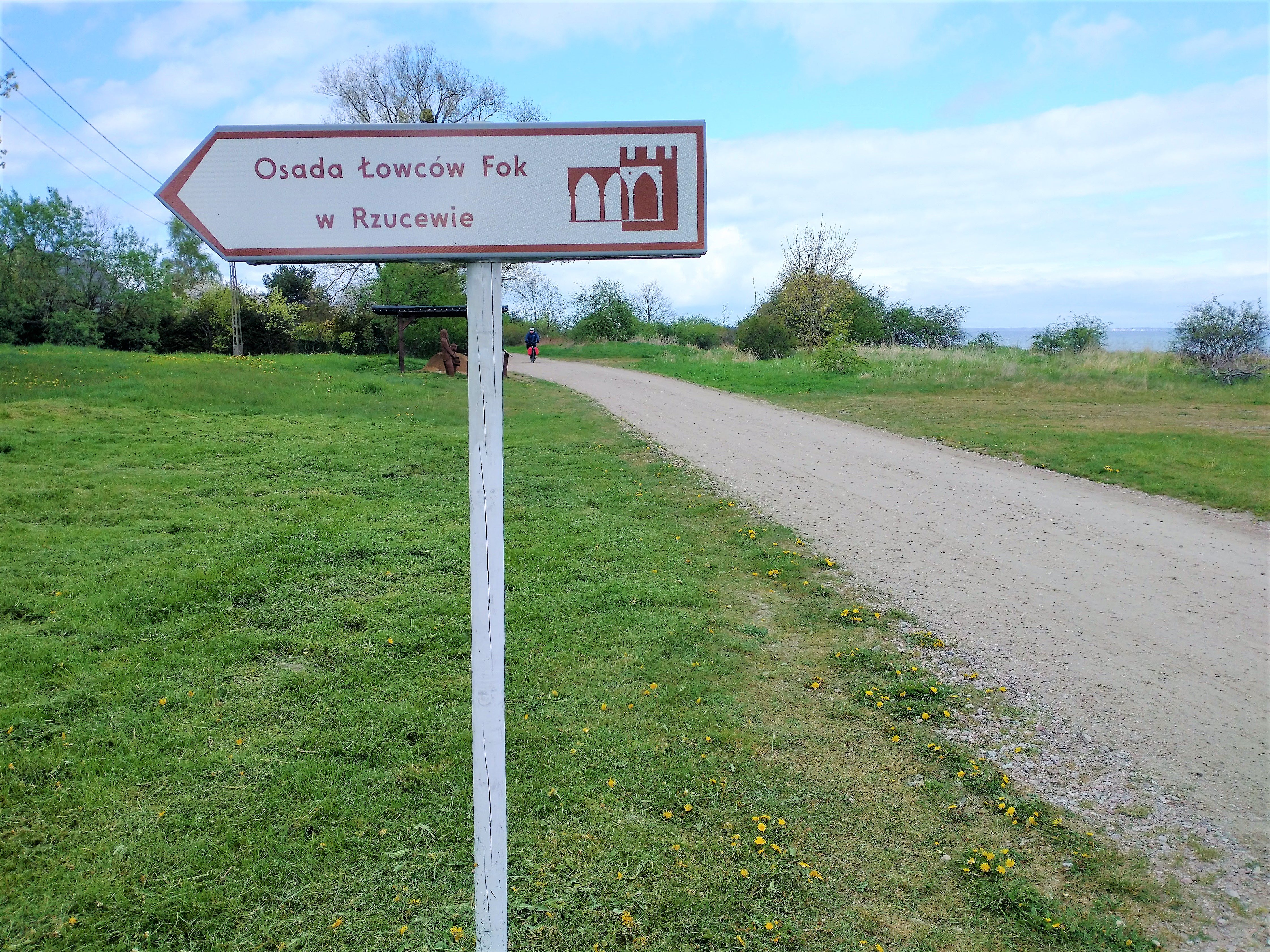
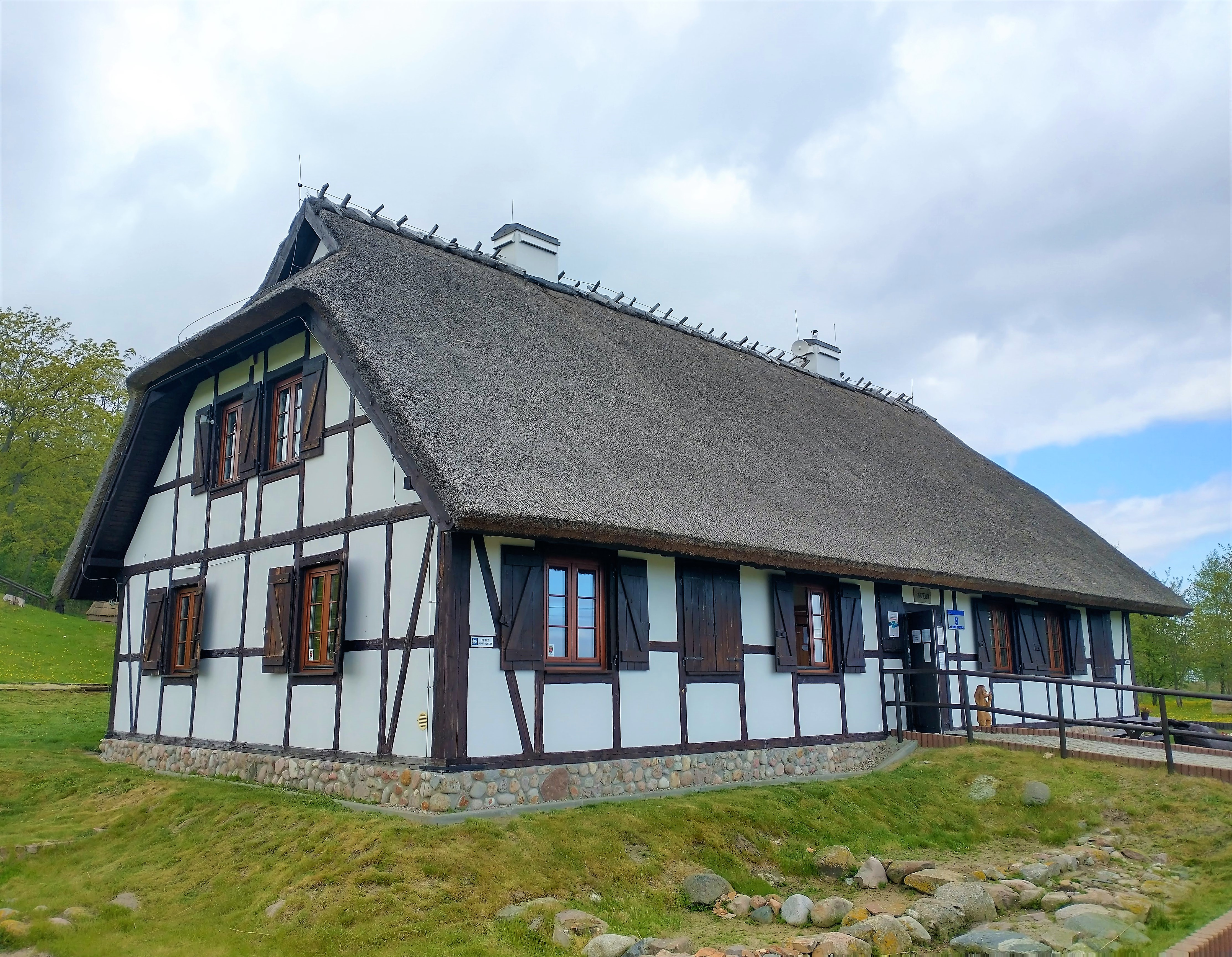
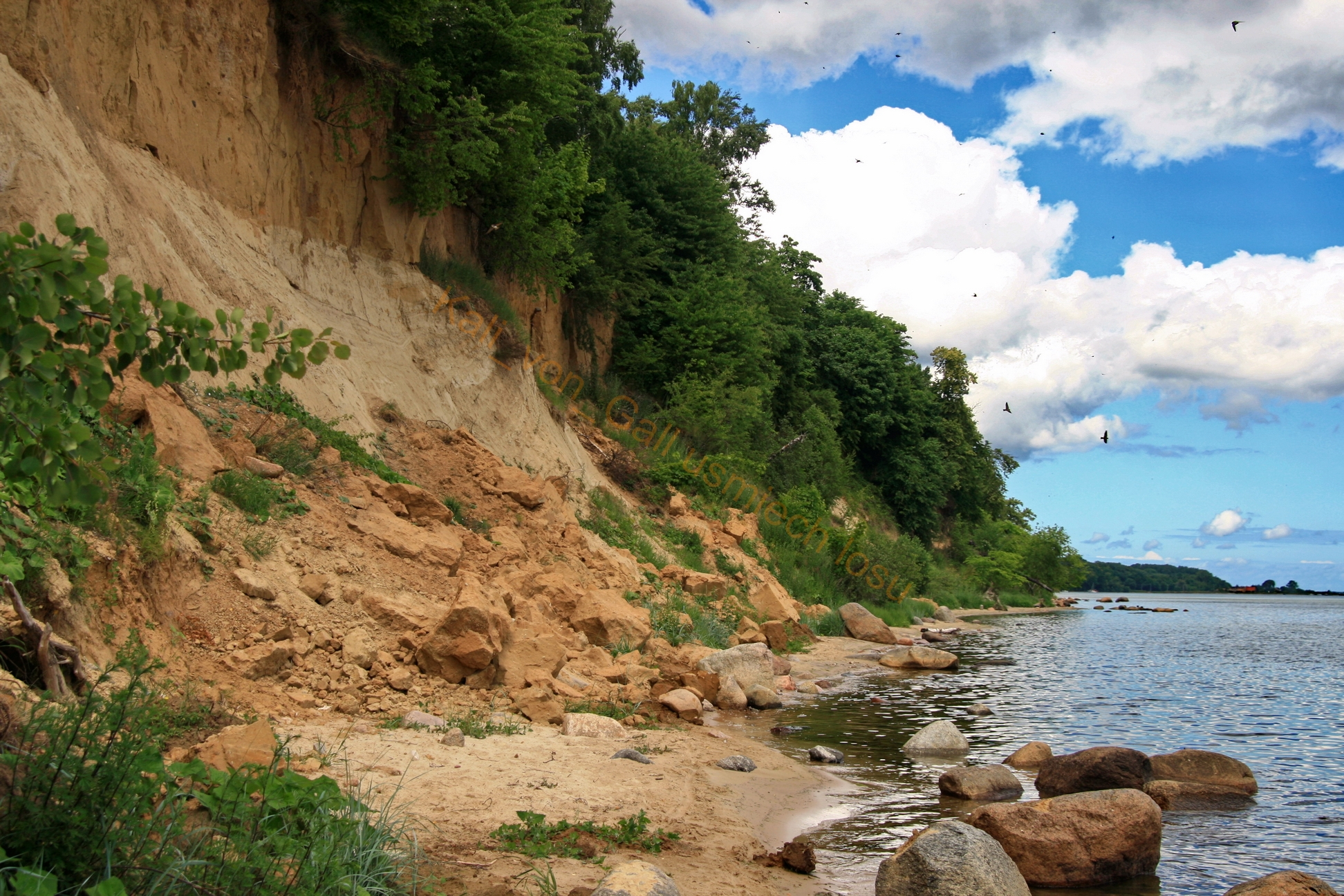